# 唐吉·尼安祖
唐吉·尼昂祖·夸西（法語：Tanguy Nianzou Kouassi，2002年6月7日—），是一名科特迪瓦裔法國的職業足球運動員，司職後衛，現效力於西甲球會塞維利亞。

他的父母都是科特迪瓦人。

## 球會生涯
2019年12月7日首次代表巴黎聖日耳門於法甲對戰蒙彼利埃並3–1獲勝。
他在2021年4月10日1-1战平柏林联盟的比赛中以替补身份出现。

## 國際賽生涯
曾代表法國U17出戰2019年國際足協U-17世界盃。

## 榮譽

### 俱樂部
巴黎聖日耳曼
- 法國足球甲級聯賽冠軍：2019－20賽季

 拜仁慕尼黑
- 歐洲超級盃冠軍：2020年

### 國家隊
法國U17
- 國際足協U-17世界盃 銅牌: 2019[6]

## 生涯統計

### 球會
最後更新：2020年3月11日
| 球會         | 球季     | 聯賽             | 聯賽 | 聯賽 | 盃賽 | 盃賽 | 聯賽盃 | 聯賽盃 | 歐洲賽 | 歐洲賽 | 其他 | 其他 | 合計 | 合計 |
| 球會         | 球季     | 級別             | 出場 | 入球 | 出場 | 入球 | 出場   | 入球   | 出場   | 入球   | 出場 | 入球 | 出場 | 入球 |
| ------------ | -------- | ---------------- | ---- | ---- | ---- | ---- | ------ | ------ | ------ | ------ | ---- | ---- | ---- | ---- |
| 巴黎聖日耳門 | 2019–20  | 法國甲組足球聯賽 | 6    | 2    | 3    | 0    | 2      | 1      | 2      | 0      | 0    | 0    | 13   | 3    |
| 生涯合計     | 生涯合計 | 生涯合計         | 6    | 2    | 3    | 0    | 2      | 1      | 2      | 0      | 0    | 0    | 13   | 3    |

## 外部連結
- Soccerway資料庫：唐吉·尼安祖